# Trucka
Trucka es una compañía mexicana destinada al sector de la industria del transporte terrestre de carga y logística, a nivel nacional e internacional; Cuenta con diversas certificaciones como lo son ISO 9001: 2008 (enlace roto disponible en Internet Archive; véase el historial, la primera versión y la última). , NEEC (enlace roto disponible en Internet Archive; véase el historial, la primera versión y la última).  Archivado el 27 de noviembre de 2019 en Wayback Machine.  y C-TPAT.[cita requerida]

## Historia
En 1932 se crea la compañía por el hidrocalido Sergio Castañeda Guerra, quien para el año 2000 nombra a su hijo menor, José de Jesús Castañeda Bañuelos como director general, quien transforma: Transportes Unidos Castañeda de Aguascalientes, S.A de C.V. por Transportes Unidos Castañeda SAPI de C.V., asignándole el nombre comercial de Trucka.
El 13 de marzo de 2000, la compañía inició sus operaciones con 27 tracto-camiones y para el año 2015, la empresa ha rebasado las 550 unidades.

## Presencia y servicios
En Trucka colaboran alrededor de 1000 trabajadores, mejor conocidos como truckanianos; asimismo, tiene presencia en gran parte de la República Mexicana, principalmente en la zona centro-norte, cubriendo el corredor industrial más importante del país y logrando atender cualquier servicio dentro México y hasta Canadá. Cuenta con una red de 11 sucursales distribuidas estratégicamente en los siguientes estados: Aguascalientes, con la matriz de la compañía y una sucursal, Nuevo Laredo, San Luis Potosí, Guadalajara, Estado de México, Querétaro, Monterrey, Saltillo, Silao y Manzanillo.
Al igual que otras compañías de transporte a nivel nacional e internacional, Trucka transporta mercancías a través de:
- Caja seca
- Caja refrigerada
- Pipa
- Full encortinado
- Full seco
- Plataforma
- Transfer
- Servicio marítimo
- Materiales peligrosos

Desde la sucursal Nuevo Laredo, se atienden todos los servicios de importación y exportación, transbordo, “door to door” y cruce de fronterizo.

## Visión 2020
En el año 2011, la compañía dio a conocer su plan de negocios: Visión 2020, con el cual se anunció la renovación del 100% de su flota a través del Plan de renovación 400; Se difundió la creación de un Centro de desarrollo e investigación en el que se buscará crear biodiésel y con ello abastecer toda su flota; también se detalló el objetivo de incursionar en la Bolsa Mexicana de Valores (BMV), así como la adquisición de una compañía, de la misma industria, en el extranjero. Entre otros proyectos, se aumentará el número de sucursales, posicionarse en el servicio de refrigerado, operar empresas internacionales y abrir un Centro de distribución y almacenaje.

### Plan de renovación 400
Como parte de la Visión 2020, en 2011, Trucka remplazó 30 unidades, para 2012 150 unidades más, concluyendo el objetivo de mantener su flota con una vida promedio de 3 años, para el 2014.

### Biodiésel
Trucka encaminó acciones para producir biodiésel a gran escala, celebrándose la elaboración del primer litro en julio del 2011.
Asimismo, se anunció la construcción del primer Centro de investigación y desarrollo, para lo cual, la empresa firmó un convenio con la Universidad Autónoma de Aguascalientes para la producción del mismo.
De acuerdo con el director general, en la primera etapa se tendrá la capacidad de producir diariamente mil 500 litros de biodiésel,  y ya en los próximos años, buscar tener la capacidad para cubrir los dos millones de litros que la flota de Trucka consume al mes.

### Manzanillo
En abril de 2012, la compañía comenzó a operar en el puerto de Manzanillo, donde aperturó su última sucursal a inicios del mismo año y con ello inició operaciones con 15 tracto camiones de full para mover contenedores. En la actualidad esta flota ya cuenta con alrededor de 50 para este sector de negocio.  

## Premios y certificaciones

### Certificaciones
En el año de 2006, Trucka fue certificada en el programa C-TPAT (Alianza Aduanera-Industria contra el Terrorismo, por sus siglas en inglés), iniciativa que ha impulsado la aduana de Estados Unidos y los empresarios, para proteger los contenedores de carga contra los actos de terrorismo y fortalecer la cadena de suministro. Para lograr esta certificación, la compañía superó una auditoría a sus sistemas de seguridad, bajo los parámetros de la dirección de aduanas de dicho país.[cita requerida]
Asimismo, para diciembre del mismo año, la empresa logró la certificación BASC (Business Alliance for Secure Commerce), alianza que promueve un comercio seguro aplicada a la cadena logística en cooperación con gobiernos y empresas a nivel mundial. 
En octubre del 2014, Trucka se certifica en el NEEC (enlace roto disponible en Internet Archive; véase el historial, la primera versión y la última). Archivado el 27 de noviembre de 2019 en Wayback Machine., que es un programa que busca fortalecer la seguridad en la cadena logística del comercio exterior a través de establecer, en coordinación con el sector privado, estándares mínimos en materia de seguridad internacionalmente reconocidos, y que otorga beneficios a las empresas participantes.
Otra de sus certificaciones recientes ha sido la de ISO 9001 versión 2008.

### Premios y reconocimientos
Trucka fue galardonada en 2004 por el gobierno estatal con el Premio Aguascalientes a la Exportación (PAEX), en la categoría: medianas empresas industriales o de servicio.
En 2012, Trucka se posicionó en el lugar número 12 del ranking de líneas mexicanas de transporte.
Para el año 2014 Trucka logra obtener el reconocimiento de "Las Mejores empresas mexicanas" proporcionado por Tecnológico de Monterrey, Deloitte y Banamex., siendo la única empresa hidrocálida en este año que obtuvo este reconocimiento.  
Por 6 años consecutivos la compañía ha sido condecorada por la Revista Expansión dentro del ranking anual de‘las 500 empresas más importantes de México para trabajar’, que cuentan con más de 1000 colaboradores.